# Eleições estaduais em Santa Catarina em 1970
As eleições estaduais em Santa Catarina em 1970 ocorreram em duas fases conforme previa o Ato Institucional Número Três e assim a eleição indireta do governador Colombo Sales e do vice-governador Atílio Fontana foi em 3 de outubro e a escolha dos senadores Antônio Carlos Konder Reis e Lenoir Vargas, 13 deputados federais e 37 estaduais aconteceu em 15 de novembro a partir de um receituário aplicado aos 22 estados e aos territórios federais do Amapá, Rondônia e Roraima.

## Resultado da eleição para governador
Eleição realizada pela Assembleia Legislativa de Santa Catarina na qual a bancada do MDB se absteve.
| Candidatos a governador do estado | Candidatos a vice-governador | Número | Coligação             | Votação | Percentual |
| --------------------------------- | ---------------------------- | ------ | --------------------- | ------- | ---------- |
| Colombo Salles ARENA              | Atílio Fontana ARENA         | -      | ARENA (sem coligação) | 33      | 100%       |

## Resultado da eleição para senador
Conforme o Tribunal Regional Eleitoral de Santa Catarina houve 1.240.365 votos nominais (68,45%), 517.210 votos em branco (28,54%) e 54.465 votos nulos (3,01%) resultando no comparecimento de 1.812.040 eleitores.
| Candidatos a senador da República | Candidatos a suplente de senador | Número | Coligação             | Votação | Percentual |
| --------------------------------- | -------------------------------- | ------ | --------------------- | ------- | ---------- |
| Antônio Carlos Konder Reis ARENA  | Otair Becker ARENA               | -      | ARENA (sem coligação) | 509.127 | 41,05%     |
| Lenoir Vargas ARENA               | Genésio Reis ARENA               | -      | ARENA (sem coligação) | 469.983 | 37,89%     |
| Romeu Sebastião Neves MDB         | Nilo Belo MDB                    | -      | MDB (sem coligação)   | 261.255 | 21,06%     |

## Deputados federais eleitos
São relacionados os candidatos eleitos com informações complementares da Câmara dos Deputados.

Representação eleita
  ARENA: 9
  MDB: 4

| Deputados federais eleitos | Partido | Votação | Percentual | Cidade onde nasceu | Unidade federativa |
| Francisco Grillo           | ARENA   | 62.544  |            | Florianópolis      | Santa Catarina     |
| Ademar Ghisi               | ARENA   | 58.831  |            | Braço do Norte     | Santa Catarina     |
| Wilmar Dallanhol           | ARENA   | 52.091  |            | Videira            | Santa Catarina     |
| Dib Cherem                 | ARENA   | 51.474  |            | Tijucas            | Santa Catarina     |
| Francisco Libardoni        | MDB     | 50.233  |            | Caxias do Sul      | Rio Grande do Sul  |
| Jaison Barreto             | MDB     | 47.899  |            | Laguna             | Santa Catarina     |
| Albino Zeni                | ARENA   | 45.412  |            | Piraquara          | Paraná             |
| Pedro Colin                | ARENA   | 42.616  |            | Porto Alegre       | Rio Grande do Sul  |
| Aroldo Carvalho            | ARENA   | 41.626  |            | Canoinhas          | Santa Catarina     |
| Pedro Ivo Campos           | MDB     | 40.685  |            | Florianópolis      | Santa Catarina     |
| João Linhares              | ARENA   | 38.076  |            | Campos Novos       | Santa Catarina     |
| Abel Ávila                 | ARENA   | 34.716  |            | Tijucas            | Santa Catarina     |
| Laerte Vieira              | MDB     | 29.521  |            | Lages              | Santa Catarina     |
| Fonte:                     |         |         |            |                    |                    |

## Deputados estaduais eleitos
Das 37 cadeiras na Assembleia Legislativa de Santa Catarina a ARENA levou 26 e o MDB 11.

Representação eleita
  ARENA: 26
  MDB: 11

| Deputados estaduais eleitos | Partido | Votação | Percentual | Cidade onde nasceu   | Unidade federativa |
| Angelino Rosa               | ARENA   | 18.770  |            | Erechim              | Rio Grande do Sul  |
| Nelson Pedrini              | ARENA   | 18.205  |            | Joaçaba              | Santa Catarina     |
| Celso Ramos Filho           | ARENA   | 16.291  |            | Lages                | Santa Catarina     |
| Fernando Bastos             | ARENA   | 16.127  |            | Florianópolis        | Santa Catarina     |
| Fioravante Massolini        | ARENA   | 15.643  |            | Caxias do Sul        | Rio Grande do Sul  |
| Epitácio Bittencourt        | ARENA   | 15.239  |            | Imaruí               | Santa Catarina     |
| Antônio Heil                | ARENA   | 14.631  |            | Brusque              | Santa Catarina     |
| João Custódio da Luz        | ARENA   | 14.461  |            | Rio do Sul           | Santa Catarina     |
| Aldo Andrade                | ARENA   | 14.274  |            | Lages                | Santa Catarina     |
| Menezes Lima                | MDB     | 14.408  |            | Nova Iorque          | Maranhão           |
| Homero Gomes                | ARENA   | 13.571  |            | Ouro Fino            | Minas Gerais       |
| Henrique Córdova            | ARENA   | 13.367  |            | Lages                | Santa Catarina     |
| Dejandir Dalpasquale        | MDB     | 13.077  |            | Encantado            | Rio Grande do Sul  |
| João Bertoli                | ARENA   | 12.869  |            | Rodeio               | Santa Catarina     |
| Afonso Ghizzo               | ARENA   | 12.800  |            | Araranguá            | Santa Catarina     |
| Zany Gonzaga                | ARENA   | 12.621  |            | Porto União          | Santa Catarina     |
| Aristides Bolan             | ARENA   | 12.319  |            | Maracajá             | Santa Catarina     |
| Milton Oliveira             | ARENA   | 12.262  |            | Tubarão              | Santa Catarina     |
| Evaldo Amaral               | ARENA   | 12.158  |            | Lages                | Santa Catarina     |
| Ademar Garcia Filho         | ARENA   | 12.098  |            | Joinville            | Santa Catarina     |
| Waldir Buzatto              | MDB     | 12.029  |            | Palmeira das Missões | Rio Grande do Sul  |
| Sady Marinho                | ARENA   | 12.000  |            | Xanxerê              | Santa Catarina     |
| Elgydio Lunardi             | ARENA   | 11.596  |            | Veranópolis          | Rio Grande do Sul  |
| Benedito Carvalho Neto      | ARENA   | 11.321  |            | Canoinhas            | Santa Catarina     |
| Otacílio Ramos              | ARENA   | 11.273  |            | Joinville            | Santa Catarina     |
| Wilmar Ortigari             | ARENA   | 10.642  |            | Curitibanos          | Santa Catarina     |
| Ralf Knaesel                | ARENA   | 10.362  |            | Blumenau             | Santa Catarina     |
| Walter Gomes                | ARENA   | 10.328  |            | São João Batista     | Santa Catarina     |
| Telmo Arruda                | ARENA   | 9.989   |            | Lages                | Santa Catarina     |
| Delfim Peixoto              | MDB     | 9.185   |            | Itajaí               | Santa Catarina     |
| Juarez Furtado              | MDB     | 8.637   |            | Lages                | Santa Catarina     |
| Carlos Büchele              | MDB     | 8.575   |            | Tijucas              | Santa Catarina     |
| Nelson Tófano               | MDB     | 8.465   |            | Presidente Bernardes | São Paulo          |
| Murilo Canto                | MDB     | 8.065   |            | Jaguaruna            | Santa Catarina     |
| Manoel Gonçalves            | MDB     | 7.921   |            | Itajaí               | Santa Catarina     |
| Ivan Rodrigues              | MDB     | 7.899   |            | Tijucas              | Santa Catarina     |
| Fausto Brasil               | MDB     | 7.658   |            | Curitiba             | Paraná             |
| Fonte:                      |         |         |            |                      |                    |